# العلاقات اليمنية النيبالية
العلاقات اليمنية النيبالية هي العلاقات الثنائية التي تجمع بين اليمن ونيبال.

## مقارنة بين البلدين
هذه مقارنة عامة ومرجعية للدولتين:
| وجه المقارنة                                              | اليمن                   | نيبال                             |
| --------------------------------------------------------- | ----------------------- | --------------------------------- |
| المساحة (كم2)                                             | 555.00 ألف              | 147.18 ألف                        |
| عدد السكان (نسمة)                                         | 28.25 مليون             | 29.40 مليون                       |
| الكثافة السكانية (ن./كم²)                                 | 50.9                    | 199.76                            |
| العاصمة                                                   | صنعاء عدن (عاصمة مؤقتة) | كاتماندو                          |
| اللغة الرسمية                                             | اللغة العربية           | اللغة النيبالية                   |
| العملة                                                    | ريال يمني               | روبية نيبالية                     |
| الناتج المحلي الإجمالي (بليون دولار)                      | 18.21 مليار             | 24.47 مليار                       |
| الناتج المحلي الإجمالي (تعادل القوة الشرائية) بليون دولار | 75.69 مليار             | 70.20 مليار                       |
| الناتج المحلي الإجمالي الاسمي للفرد دولار أمريكي          | 1.41 ألف                | 743                               |
| الناتج المحلي الإجمالي للفرد دولار أمريكي                 |                         | 2.37 ألف                          |
| مؤشر التنمية البشرية                                      | 0.498                   | 0.548                             |
| رمز المكالمات الدولي                                      | +967                    | +977                              |
| رمز الإنترنت                                              | .ye                     | .np                               |
| المنطقة الزمنية                                           | ت ع م+03:00             | UTC+05:45، التوقيت الموحد لنيبال ‏ |

## منظمات دولية مشتركة
يشترك البلدان في عضوية مجموعة من المنظمات الدولية، منها:
| علم المنظمة | اسم المنظمة                                                | تاريخ انضمام اليمن | تاريخ انضمام نيبال |
| ----------- | ---------------------------------------------------------- | ------------------ | ------------------ |
|             | مؤسسة التنمية الدولية                                      | 22 مايو 1970       | 6 مارس 1963        |
|             | مؤسسة التمويل الدولية                                      | 22 مايو 1970       | 7 يناير 1966       |
|             | منظمة حظر الأسلحة الكيميائية                               | ?                  | ?                  |
|             | الأمم المتحدة                                              | 30 سبتمبر 1947     | 14 ديسمبر 1955     |
|             | منظمة الشرطة الجنائية الدولية                              | ?                  | ?                  |
|             | البنك الدولي للإنشاء والتعمير                              | 3 أكتوبر 1969      | 6 سبتمبر 1961      |
|             | الاتحاد البريدي العالمي                                    | ?                  | ?                  |
|             | المركز الدولي لتسوية المنازعات الاستشارية                  | 20 نوفمبر 2004     | 6 فبراير 1969      |
|             | وكالة ضمان الاستثمار متعدد الأطراف                         | 12 مارس 1996       | 9 فبراير 1994      |
|             | العملية المشتركة للاتحاد الأفريقي والأمم المتحدة في دارفور | ?                  | ?                  |
|             | يونسكو                                                     | 2 أبريل 1962       | 1 مايو 1953        |

## وصلات خارجية
- موقع وزارة الخارجية النيبالية